# Neactina opposita
Neactina opposita är en tvåvingeart som först beskrevs av Walker 1854.  Neactina opposita ingår i släktet Neactina och familjen vapenflugor. Inga underarter finns listade i Catalogue of Life.